# 성주고등학교 (1954년)
성주고등학교는 경상북도 성주군 성주읍에 있었던 사립 고등학교이다.

## 연혁
- 1954년: 성광고등학교로 개교
- 1973년: 성주고등학교로 변경
- 2001년: 폐교 및 성주농공업고등학교와 성주고등학교로 통합[1]

## 폐교 이후
폐교 이후, 성주고등학교 자리에는 성주경찰서가 2003년에 이전하였다.